# FK Viktoria Žižkov
FK Viktoria Žižkov är en av de äldsta fotbollsklubbarna i Tjeckien. Klubben grundades av en grupp studenter 1903 i staden Žižkov (som sedan 1922 är en del av Prag).
Klubbens enda ligaguld härstammar från år 1928 då Karel Meduna från just Viktoria Zizkov också blev målkung. Året därpå tog klubben silver.
I modern tid har laget vunnit cupen vid ett par tillfällen (1994 och 2001). Vid det första tillfället spelade Michal Bilak (sedermera Tjeckiens landslagstränare) i laget.
Fram till år 1948 hörde Viktoria Zizkov till de mest framgångsrika föreningarna i landet. Notera att man redan vid den här tiden hade proffsliga i Tjeckoslovakien. Landet var ett av världens rikaste länder under mellankrigstiden eftersom en stor del av industrin i Österrike-Ungern låg i den del som kom att utgöra Tjeckoslovakien (grundat 1918).
Under tiden av kommunistiskt enpartistyre var framgångarna för Viktoria Zizkov obetydliga och laget höll till i lägre serier. En enda säsong i högsta serien blev det under den här epoken. Som kuriosa kan nämnas att Viktoria Zizkov ledde den näst högsta serien då kommunisterna tog makten 1948. Dessvärre kom alla resultat att ogiltigförklaras och man fick ta ny fart.
Återkomsten till den högsta serien skedde 1993 sedan de slovakiska lagen lämnat serien då Tjeckoslovakien delades i två stater. En korruptionsskandal i början av 2000-talet kunde ha varit dödsstöten för klubben.
Laget har vid fyra tillfällen deltagit i UEFA-cupen. Vid det första försöket, säsongen 1994-95, slog man ut IFK Norrköping i kvalomgången. Ett av målen gjordes av Karel Poborsky. Den största överraskningen stod laget för 2002-03 då man slog ut Glasgow Rangers.
Viktoria Zizkov spelar sina matcher vid en mindre anläggning som ligger vid Seifertova-gatan i just Zizkov. Arenan finns i närheten av det stora TV-tornet som idag utgör stadsdelens mest kända landmärke. Ryttarstatyn av generalen Jan Zizka som också har gett sin namn åt stadsdelen som ligger i östra Prag är ett annat landmärke. Som kuriosa kan nämnas att laget spelar sina söndagsmatcher hemma med avspark klockan 10.15 lokal tid.
Laget degraderades år 2009 från Gambrinus Liga, som är Tjeckiens högsta serie. Inför säsongen 2011-12 steg man på nytt, tillsammans med lokalkonkurrenten Dukla Prag (mest känt som militärens lag under kommunistepoken). Redan från tidigare finns Sparta, Slavia och Bohemians 1905 från samma stad i den högsta serien. Det blev dock respass för såväl Viktoria Zizkov som Bohemians.
Klubben har bytt namn ett antal gånger. Sedan 1965 har man konstant använt sig av benämningen Viktoria Zizkov. Idag med ett "FK" i början. Ursprungligen med "SK".

## Klubbens namn
- 1903 – Sportovní kroužek Viktoria Žižkov
- 1904 – SK Viktoria Žižkov
- 1950 – Sokol Viktoria Žižkov
- 1951 – Sokol ČSAD Žižkov
- 1952 – Sammanslagning med Avia Čakovice
- 1952 – TJ Slavoj Žižkov
- 1965 – TJ Viktoria Žižkov
- 1973 – TJ Viktoria Žižkov Strojimport
- 1982 – TJ Viktoria Žižkov PSO
- 1992 – FK Viktoria Žižkov